# Pekka Karjala
Pekka Karjala, född 10 april 1954 i Uleåborg, Finland, är en finländsk före detta professionell ishockeyspelare (back).
I Sverige spelade han för Luleå HF 1980-1982.